# 我的男友不是人
《我的男友不是人》，马来西亚Double Vision Sdn.Bhd时装灵异爱情电视剧，由苏盈之、叶朝明、吴维彬、张嘉汶、释福如及温绍平领衔主演，监制为龙德耀。此剧为马来西亚首部以都市灵异奇幻为题材的电视剧。

## 播出时间

### 首播
| 频道 | 所在地   | 播放日期       | 首播時间                 |
| ---- | -------- | -------------- | ------------------------ |
| ntv7 | 马来西亚 | 2015年10月28日 | 星期一至四 21:30 - 22:30 |

## 故事概要
故事讲述周玮琪（Queenie）（苏盈之饰） 是城中时尚女性杂志—夏娃杂志的女主编，她敏锐善变、严以待人，是让人望而却步的工作狂。她引领着时尚的潮流，主宰着名人的时尚指标，是个神憎鬼厌但又让人不得不对之阿谀奉承的女人。Queenie是时尚女神，还是“夏娃信箱”的主持拥有万千粉丝追随。她虽然以感情专家自居，但因为早年废寝忘食的工作，根本没有机会真正的生活和谈恋爱。Queenie早年和母亲胡美玲相依为命。为了生活，美玲硬着头皮当上装神弄鬼的何仙姑在乡下开坛咋骗。Queenie一直对母亲的行为不齿，所以在她成年后便离家，一直向外界隐藏自己拥有一个做何仙姑的母亲。
在现实生活中，杂志圈里的竞争激烈，身为时尚女王的Queenie的确也不好过。Queenie的大学同窗兼好友——钟慧美（副主编）（张嘉汶饰）。两人虽然是一起入行、一起在杂志社打拼的伙伴，但其实一直嫉妒着Queenie。而同一集团的财政管理负责人，年轻有为的富家子包有劲（吴维彬饰）一直不认同Queenie的行事作风。由于两人立场对立，时常因为坚持自己的想法而不满对方。
在一次车祸意外之后，Queenie竟然发现拥有和灵体沟通的能力。但这项不寻常的能力对她而言却是噩梦的开始。她因此被异灵追赶和附身，最后搞到自己形象尽失，精力交瘁。当大家都认为Queenie因承受不了工作压力而发疯时，Queenie一直视为好友的慧美乘机取代Queenie成为杂志主编。就在Queenie万念俱灰且还不断被灵体缠身之际，一名不修边幅、粗鲁、馋嘴、邋遢的刘凯扬（叶朝明饰）出现了。
凯扬是一个没有了记忆的鬼魂，他流连在人间目的是为了想要找出自己的身份。一次机缘巧合见到Queenie后，凯扬隐约觉得自己认识Queenie。他解决了Queenie不断被灵体缠身的烦恼，还陪同Queenie一起完成灵体们生前一件又一件的憾事。过程中，虽然两人经历重重波折，惊险万分之余还笑话百出，但最终顺利了卻死者的心愿，生者的遗憾。两人相处的过程中，彼此认识和了解。凯扬令Queenie明白人与人之间坦诚相处的可贵, 还化解了Queenie一直以来对妈妈的误解，两人也开始不知觉爱上对方。
在一次追查灵异事件过程中，凯扬久远丧失的记忆乍现，隐约觉得当年自己的死或许另有內情。在不断追查之下发现，原来自己并非凯扬, 而是陈英雄。当年Queenie的外婆秀凤正是自己的初恋，除此以外他还因被卷入当年一宗绑架事件而遭杀害，而事件又与一振有关系。究竟Queenie、凯扬和一振3人在前世今生牵扯着什么样的关系？Queenie 又是否能夠帮助凯扬找寻最终真相，还他一个清白？而最后日久生情的Queenie和凯扬又能否冲破人鬼殊同, 不得不分开的命运？

## 演员阵容

### 主要演员
| 演员   | 角色            | 介绍 |
| 苏盈之 | 周玮琪(Queenie) | 秀凤之外孙女兼转世 胡美玲之女 陈英雄之好友，后为其女友 包一振之徒弟                                         |
| 叶朝明 | 陈英雄/ 刘凯扬  | 生于1945年，死于1967年 秀凤之好友兼暗恋对象 包一振之好友 于第20集因放不下周玮琪而选择不投胎继续留在她的身边 |
| 吴维彬 | 包有劲          | 包一虎、姚福儿之子 包一振之侄子 周玮琪之欢喜冤家并暗恋其 钟慧美之好友兼暗恋对象                             |
| 张嘉汶 | 钟慧美          | 周玮琪之好友，曾一度反目，后和好                                                                            |
| 释福如 | 胡美玲          | 何仙姑 秀凤之女 周玮琪之母                                                                                  |
| 温绍平 | 包一振          | 包一虎之弟 包有劲之叔叔 陈英雄、秀凤之好友 于1967年绑架刘凯扬，后被陈英雄发现，在争执时误杀其               |

### 其他演员
| 演员   | 角色   | 介绍 |
|        | 包一虎 |      |
| 徐玉萍 | 姚福儿 |      |
| 朱浩仁 | 定康   |      |
|        | Monica |      |
|        | Tracy  |      |
|        | Paul   |      |
|        | 郑小丽 |      |
| 林绿   | Chris  |      |

### 赌鬼冤死事件(1-5)
| 演员   | 角色 | 介绍 |
| 辛伟廉 | 阿水 |      |

### 夫妻情深事件(6-7)
| 演员 | 角色 | 介绍 |

### 兰花专家杀妻事件(8-10)
| 演员   | 角色   | 介绍                                                                                                   |
| 曾文伟 | 罗文杰 | 不仅是Queenie 刚认识的新对象，还是包有劲的好朋友。曾经因为家庭问题而离婚，只剩下他和女儿芊芊相依为命。 |
|        | 罗芊芊 | |

### 学生复仇事件(12-14)
| 演员   | 角色 | 介绍                                                    |
| 岑翊玮 | 彩云 | 校霸 因输给了秀丽而不甘心所以欺负秀丽而导致秀丽自杀逝世 |
| 练倩妏 | 依依 | 秀丽最好的朋友 为了报仇而假装被秀丽鬼魂上身向彩云报仇   |
| 区铢晋 | 秀丽 | 依依最好的朋友 自杀逝世                                 |

### 少女前世今生事件(15-17)
| 演员 | 角色 | 介绍 |

### 陈英雄逝世事件(18-20)
| 演员 | 角色 | 介绍 |

## 轶事
- 此剧为马来西亚首部以都市灵异奇幻为题材的电视剧。
- 「周玮琪(Queenie)」一角原为吴天瑜饰演，后改由苏盈之顶上。

## 电视节目的变迁
| 马来西亚 ntv7 星期一至四 21:30 - 22:30 | 马来西亚 ntv7 星期一至四 21:30 - 22:30       | 马来西亚 ntv7 星期一至四 21:30 - 22:30 |
| -------------------------------------- | -------------------------------------------- | -------------------------------------- |
|                                        | 我的男友不是人 （2015.10.28 - 2015.12.01）   |                                        |
| 我要放假 （2015.09.14 - 2015.10.27）   | 信约：动荡的年代 （2015.12.02 - 2015.01.21） |                                        |

## 注明
1. ↑  .   [2018-06-23]. （原始内容存档于2018-06-23）.